# Trins (krets)
Trins (tyska) eller Trin (rätoromanska) är en krets i distriktet Imboden i den schweiziska kantonen Graubünden, .

## Indelning
| Vapen    | Kommunes officiella namn | Invånare 2012-12-31 | Yta i km² |
| -------- | ------------------------ | ------------------- | --------- |
| Felsberg | Felsberg                 | 2 361               | 13,40     |
| Flims    | Flims                    | 2 643               | 50,51     |
| Tamins   | Tamins                   | 1 222               | 40,74     |
| Trin     | Trin                     | 1 251               | 47,17     |